# Иргун
Иргун Зваи Леуми (хебр. ארגון צבאי לאומי), скраћено као Иргун је ционистичка јеврејска тајна терористичка организација која деловала на палестинским територијама од 1931. до 1948. године.
Првобитно је Иргун био ангажован у заштити јеврејских насеља од напада Арапа. Након усвајања такозване „Беле књиге“ 1939. проширује своје деловање и на стварање државе Израел, а како би овај проблем био решен, започиње борбу против британске власти у Палестини и илегални транспорт јеврејских избеглица из Европе. После Другог светског рата, највећи део Иргуна, коју је предводио Дејвид Разиел, одлучио је да сарађује са британским снагама у њиховој борби против нацистичке Немачке. Године 1944. Иргун, на челу са Менахемом Бегином је одлучио да настави оружану борбу против британске власти у Палестини и то чинио све до стварања државе Израел.
После проглашења независности Израела 1948. распуштена је организација и већина бораца се придружила Израелским одбрамбеним снагама). 

## Идеологија
Иргун је основана на принципима десничарских идеологија „ционистички ревизионизма." С обзиром да се ради о радикалном национализму, неки савременици га сматрају фашистичким. 
Јаботински, један идеолога ове тајне организације, у почетку је био фасциниран фашизмом у Италији.
Јаедан од основних принципа организације је „око за око, зуб за зуб“, што је подразумевало операције одмазде након арапских насиља, у којима се није правила разлика између наоружаних непријатеља и цивила.
Међу најозбиљнијим терористичким акцијама Иргуна сматра се експлозије на пијаци у Хаифи, 6. јула 1938. године када је активирана експлозивна направа постављена у конзерви млека, усмртивши 23 људи и ранивши 52. Експлозија је била одговор Иргуна за осуду и казну 29. јуна 1938. Шломо Бен Јосифа због неуспелог покушаја убиства путника у аутобусу на путу 21. априла 1938. у Сафеду, што је требало да буде одговор на убиство седам Јевреја у марту-априлу 1938. у области Акре. 
Најпознатија акција Иргуна усмерена против Британаца била је експлозије у хотелу Краљ Давид у Јерусалиму 22. јула 1946. Као резултат те акције 91 људи је погинуло, а 250 тешко повређено. Међу страдаима је 41 Арапа, 28 британаца, 17 Јевреја и 5 особа других националности. 
Низ сличних терористичких акција у периоду 1946-1948. условио је повлачење Британаца и стварање државе Израел. 
Вођа Иргуна Менахем Бегин је 1948. основао десничарску политичку партију, Херут, која је касније постала знатно већа партија Ликуд. 1977. постаје израелски премијер и добитник Нобелове награде за мир.
Године 1979. израелска влада доделила је Орден части члановима Иргуна као учесницима у борби за успостављање државе Израел.